# Stadseiland (Arnhem)
Stadseiland is een wijk in Arnhem. Het is het meest oostelijk gelegen deel van de huidige wijk Malburgen, en bevindt zich even ten westen van de plek waar vroeger de buurtschap Malburgen lag. De bouw ging van start in 2006 en duurde tot 2010. Een aantal woningen werd wegens de recessie tijdelijk geschrapt. Veel woningen zijn gebouwd in de historiserende stijl van de jaren 30 van de 20e eeuw.
In het kader van het plan Ruimte voor de rivier is de Malburgsedijk ter plaatse 200 meter landinwaarts verlegd. Buitendijks is een nevengeul gegraven die bij hoogwater zorgt voor een waterspiegelverlaging van 7 centimeter. Bij laagwater kan men wandelen op een strook land tussen de nevengeul en de Rijn. De bruggen die toegang geven tot deze strook staan bij hoogwater onder water.

## Opzet
Stadseiland bestaat uit een noordelijk en een zuidelijk deel, die van elkaar worden gescheiden door een park. Voor gemotoriseerd verkeer vormt de Stadswaardenlaan, de in- en uitvalsweg vanaf de Huissensestraat, de enige verbinding tussen de twee delen.
De wijk bestaat voornamelijk uit eengezinswoningen. Aan het begin van de wijk, langs de Huissensestraat, staat de Toren van Gelre, een van de hoogste gebouwen in Arnhem en een woonzorgcentum voor ouderen Eilandstaete. Verderop in de wijk staat het appartementencomplex Wijdserijn.
Deels op de Malburgsedijk zijn experimentele dijkwoningen gebouwd gedeeltelijk op grond van Waterschap Rivierenland.

## Straatnamen
Op de Stadswaardenlaan na zijn alle straten vernoemd naar Nederlandse sporters:
- Abe Lenstrahof, genoemd naar de voetballer Abe Lenstra;
- Rie Mastenbroekhof, genoemd naar de zwemster Rie Mastenbroek;
- Wout Wagtmanshof, genoemd naar de wielrenner Wout Wagtmans;
- Marie Braunhof, genoemd naar de zwemster Marie Braun;
- Charly Bosveldhof, genoemd naar de alias van de voetballer Henk Bosveld;
- Kea Boumanstraat, genoemd naar de tennisster Kea Bouman;
- Max Euwestraat, genoemd naar de schaker Max Euwe;
- Willy den Oudenstraat, genoemd naar de zwemster Willy den Ouden;
- Adriaan Paulenstraat, genoemd naar de atleet Adriaan Paulen;
- Fanny Blankers-Koenstraat, genoemd naar de atlete Fanny Blankers-Koen.

## Foto's

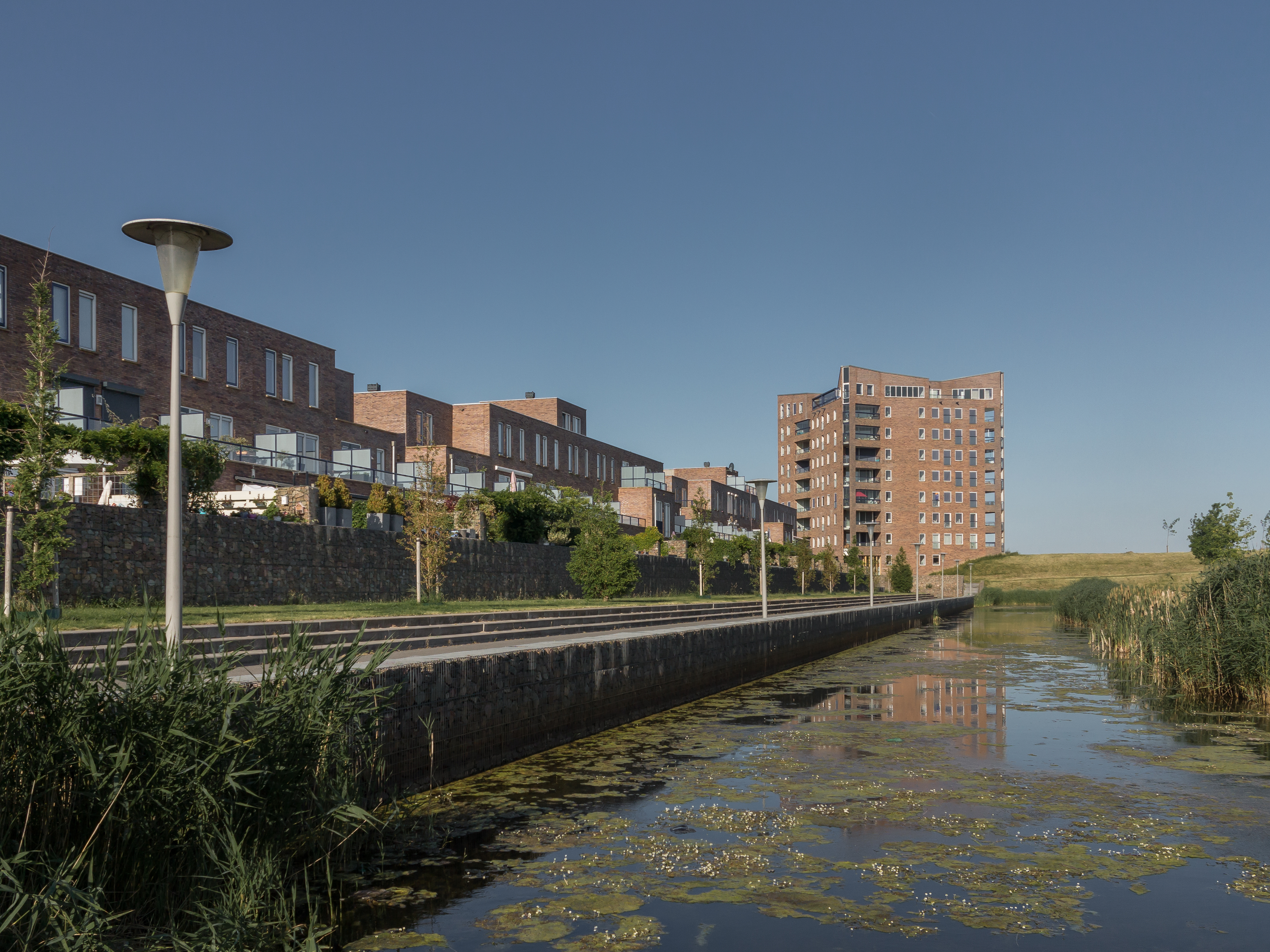
de Wijdserijn in straatzicht
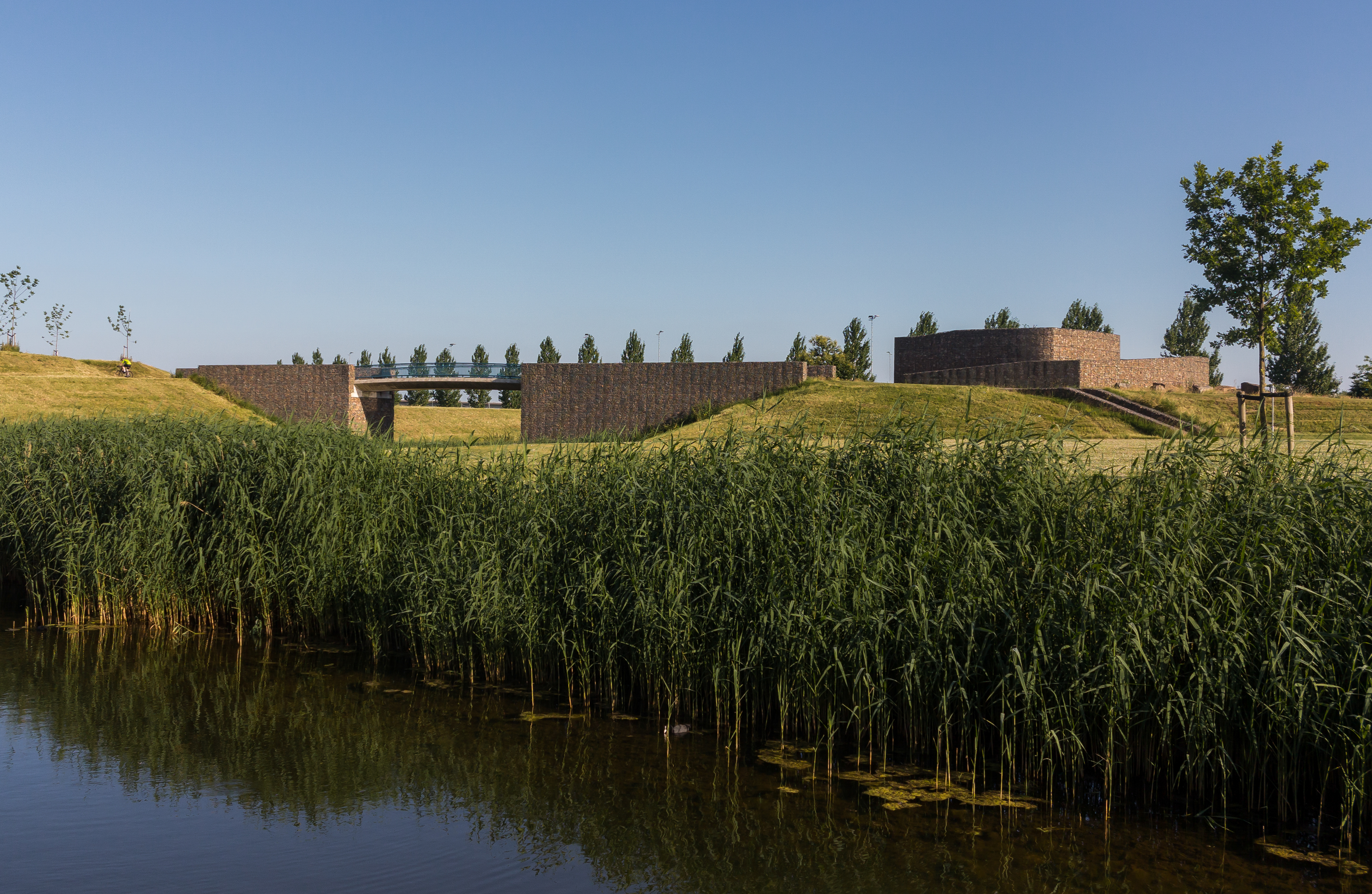
brugje bij de Wijdserijn
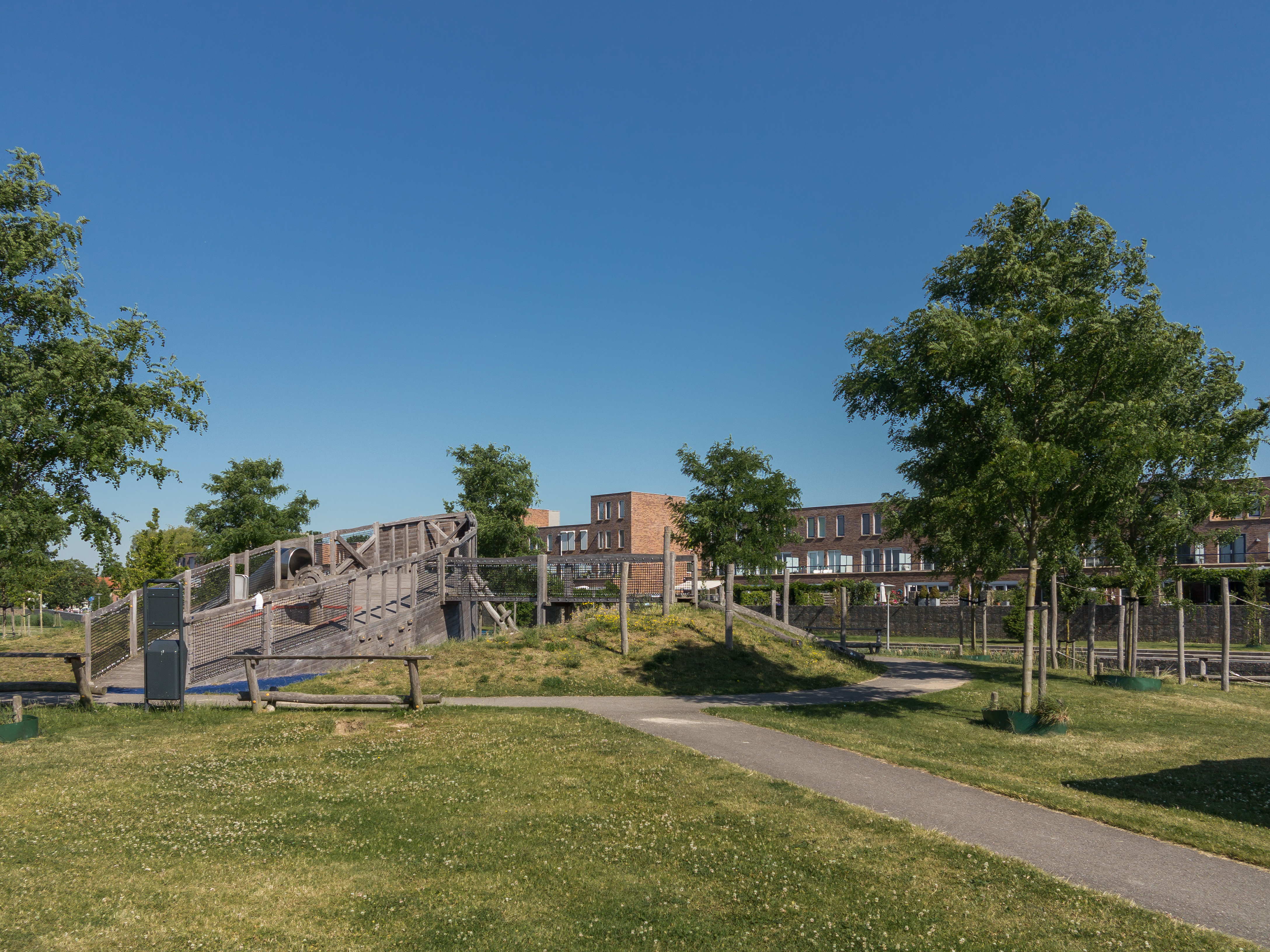
Speeltuin de Bakenboot bij Kea Boumanstraat
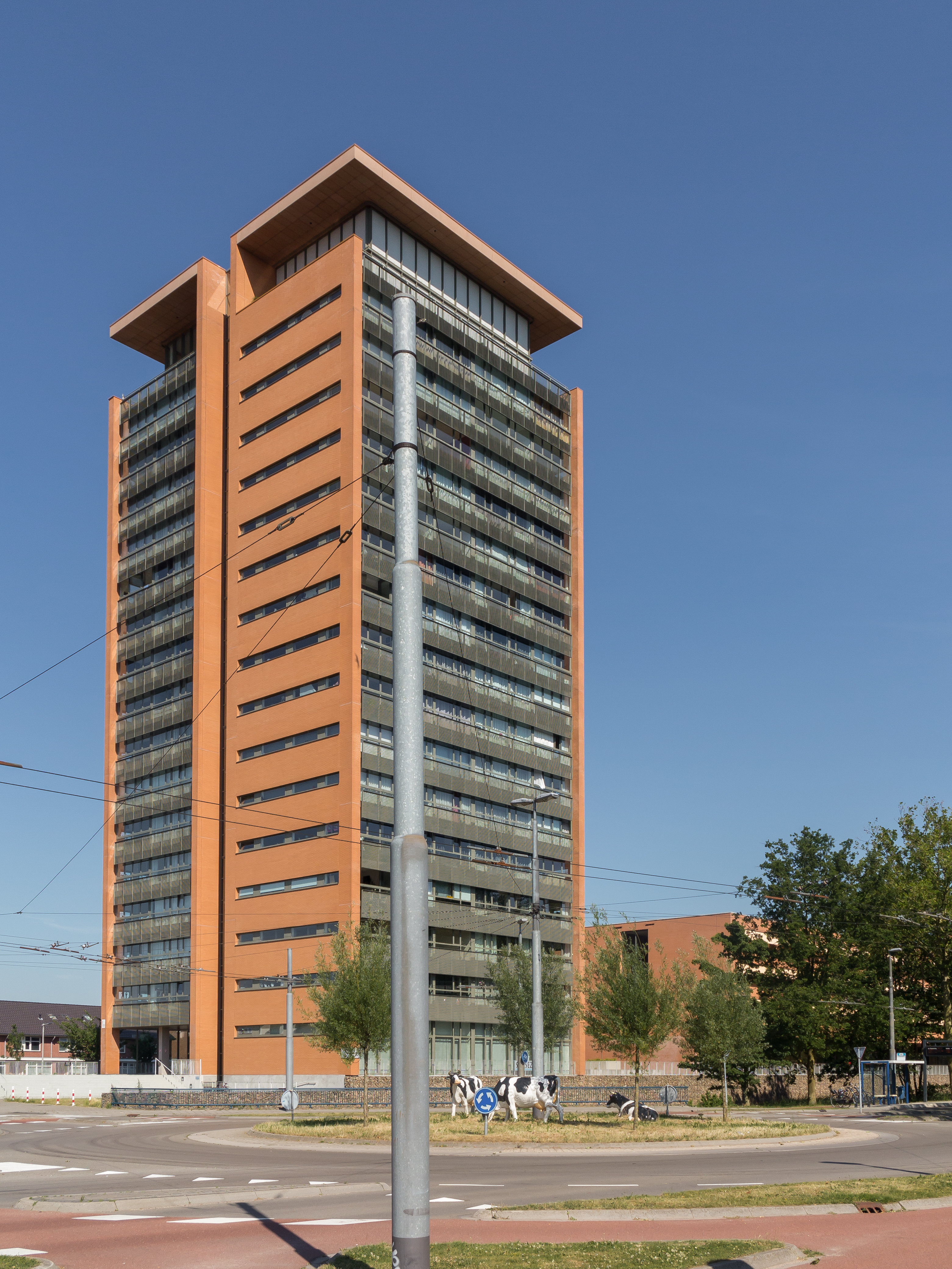
flat Abe Lenstrahof

## Sport en spel
In de wijk zijn meerdere speelplaatsen aanwezig. Achter de dijk bevindt zich in het uiterwaardengebied van de Rijn de speeluiterwaard, ontwikkeld door de gemeente Arnhem en Staatsbosbeheer. Aan de oostkant van Stadseiland ligt sportpark de Bakenhof met de Arnhemse Rugby Club The Pigs, een Cruyff Court, de voetbalvereniging VV Arnhemia, de tennisvereniging TV Malburgen en handboogvereniging ABC Taxus. In Eilandstaete (Abe Lenstrahof) speelt de bij de NBB aangesloten bridgevereniging BAK die op donderdagavond speelt.